# Línia evolutiva de Tangela
Aquesta línia evolutiva de Pokémon inclou Tangela i Tangrowth.

## Tangela
Tangela és una de les espècies que apareixen a la franquícia Pokémon, una sèrie de videojocs, anime, mangues, llibres, cartes col·leccionables i altres mitjans que va ser inventada per Satoshi Tajiri i ha generat milers de milions de dòlars en beneficis per a Nintendo i Game Freak. És de tipus planta i evoluciona a Tangrowth. El seu nom original se corrompí de la paraula tangle ('embolicar') que és el que sembla visualment i el que fa als oponents. El seu nom japonès és mojamoja (もじゃもじゃ) que se refereix també a la seua forma embolicada.

### Informació general
No se sap perquè este Pokémon s'assembla als vinyets, només els seus ulls i potes són visibles. Si una vinya se malmet, tornarà a créixer l'endemà. Les seues vinyes sempre sacsegen, cosa que fàcilment posa nerviosos com una mala cosa els seus enemics. Les seues potes tenen forma de botes roges. Tangela pot ser trobat com espècie a la vora de moltes planes d'herba, ja sigui a prop d'una serralada o el mar. Tanmateix, també poden ser trobats en grans boscos o selves en algunes ocasions.
GameDaily situà a Tangela en el sisè lloc de la seua llista "Top 10 dels Pokémon més Llejos", fent notar que les seves vinyes més fàcilment s'assemblen a cucs, i que té la "cara" amagada.

## Tangrowth
Tangrowth és una de les espècies que apareixen a la franquícia Pokémon, una sèrie de videojocs, anime, mangues, llibres, cartes col·leccionables i altres mitjans que va ser inventada per Satoshi Tajiri i ha generat milers de milions de dòlars en beneficis per a Nintendo i Game Freak. És de tipus planta. Evoluciona de Tangela.